# Casa Riviere
La Casa Riviere es una casa histórica ubicada en 208 Canal Boulevard en Thibodaux, Luisiana. Construida en 1900, es una estructura de madera  pisos en estilo neorrenacimiento Queen Anne con galería Eastlake que se curva alrededor del frente y el costado de la casa. La línea del tejado presenta una torreta de esquina cuadrada con un óculo y un techo piramidal.
La casa fue incluida en el Registro Nacional de Lugares Históricos el 5 de marzo de 1986. 